# Azaxia
Azaxia is een geslacht van vlinders van de familie tandvlinders (Notodontidae).

## Soorten
- A. dyari Schaus, 1911
- A. luteilinea Druce, 1904